# Flavors of Entanglement
Albums de Alanis Morissette
So-Called Chaos Havoc and Bright Lights
Flavors of Entanglement est le 7ealbum studio d'Alanis Morissette et le 5e dans plusieurs pays, sorti le 30 mai 2008.

## Histoire
Le nom de l'album vient des paroles de la chanson "Moratorium".
Avec cet album, Alanis Morissette a souhaité une évolution de sa musique, expliquant qu'il y avait plus "d'aspects technologiques au niveau du son" que précédemment. L'album intègre des pistes davantage rythmées et dansantes. 
Il contient plus de pop rock et de rock alternatif, mais également de la musique orientée dance comme "Giggling Again for No Reason", voire electro sur "Straitjacket"
La chanteuse canadienne a décrit l'album comme "une combinaison de tout" ce qui a un intérêt musical pour elle. Selon elle, il offre "un son technologique, mais organique", ajoutant: "J'aime la fusion."

## Titres
Musiques composées par Alanis Morissette & Guy Sigsworth.

Paroles écrites par Alanis Morissette.
1. Citizen of The Planet – 4:22
2. Underneath – 4:10
3. Straitjacket – 3:08
4. Versions of Violence – 3:36
5. Not As We – 4:45
6. In Praise of The Vulnerable Man – 4:07
7. Moratorium – 5:35
8. Torch – 4:50
9. Giggling Again For No Reason – 3:48
10. Tapes – 4:26
11. Incomplete – 3:30
12. It's a Bitch to Grow Up - 4.03 (bonus)
13. 20/20 - 4.17 (bonus sur la version Japonaise)

### Édition Deluxe
1. "Orchid" — 4:21
2. "The Guy Who Leaves" — 4:13
3. "Madness" — 6:22
4. "Limbo No More" — 5:21
5. "On the Tequila" — 3:43

### Singles
- Underneath (15 avril 2008)
- In Praise of The Vulnerable Man (17 août 2008)
- Not as We (13 octobre 2008)

## Crédits
- Alanis Morissette – Chant, chœurs
- Ben Tolliday : Guitare
- Andy Page : Guitare, programmation, mixing, mastering
- Peter Freeman : Basse
- Billy Bush : Batterie
- Jared Nugent : Piano
- Sean McGhee – Programmation, ingénieur et chœurs
- Jesse Sutcliffe : Cordes
- Guy Sigsworth – Arrangements des cordes, production, ingénieur
- Fiora Cutler : Arrangements des cordes
- Suzie Katayama : Arrangements des cordes